# توماس بارناردو
توماس جون بارناردو (من 4 يوليو 1845 إلى 19 سبتمبر 1905) كان عالم خير أيرلندي ومؤسس ومدير منازل الأطفال الفقراء. منذ تأسيس منزل بارناردو الأول في عام 1867 وحتى تاريخ وفاة بارناردو ، تم استقبال حوالي 60.000 طفل.
على الرغم من أن بارناردو لم يكمل دراسته في مستشفى لندن ، إلا أنه استخدم لقب "الطبيب" وحصل على ترخيص لاحقًا.

## روابط خارجية
- توماس بارناردو على موقع الموسوعة البريطانية (الإنجليزية)
- British Home Child Group International - research site
- IllustratedPast.com – photographs of a Barnardo orphanage in 1893